# Anarthrophyllum
- Commons
- Wikispecies

Anarthrophyllum Benth. é um género botânico pertencente à família Fabaceae.

## Espécies
- Anarthrophyllum andicola (Gillies ex Hook. & Arn.) Phil.
  - Nativa da América do Sul, da zona andina. Forma arbustiva. Pode ser encontrada em zonas montanhosas, até aos 2700 m.
- Anarthrophyllum burkartii Sorarú
  - Nativa da América do Sul (Andes, Patagónia). Tamanho até 20 cm. Floresce no Verão.
- Anarthrophyllum catamarcense Sorarú
  - Nativa da América do Sul. Forma arbustiva que pode alcançar os 70 cm de altura. Encontrada em zonas de altitude elevada (até aos 3000 m)
- Anarthrophyllum cumingii (Hook. & Arn.) Phil.
  - Nativa da América do Sul (Andes, Patagónia). Pequeno arbusto até 30 cm de altura. Encontrada em desníveis rochosos
- Anarthrophyllum desideratum (DC.) Reiche
  - Nativa da América do Sul, das estepes da Patagónia.
- Anarthrophyllum elegans (Gillies ex Hook. & Arn.) Phil.
- Anarthrophyllum gayanum (A.Gray) B.D.Jacks.
- Anarthrophyllum ornithopodum Sandwith
- Anarthrophyllum patagonicum Speg.
- Anarthrophyllum rigidum (Gillies ex Hook. & Arn.) Hieron.
  - Nomes comuns em espanhol: colimamul, mata amarilla, mata guanaco, monte guanaco, yerba del guanaco
- Anarthrophyllum strigulipetalum Sorarú
- Anarthrophyllum subandinum Speg.
- «Lista completa das espécies do gênero»